# Альварес, Уолтер Клемент
Уо́лтер Клемент А́льварес (англ. Walter Clement Alvarez; 1884, Сан-Франциско, Калифорния, США — 18 июня 1978, США) — американский врач, профессор Калифорнийского университета, получивший известность среди широкой североамериканской публики благодаря своим многочисленным выступлениям на медицинские темы в газетах, по радио и телевидению.

## Семья
Отец Уолтера, выходец из Испании, Луис Ф. Альварес (англ. Luis F. Alvarez; 1853—1937), был известным американским врачом, занимающимся, кроме лечебной, также и исследовательской деятельностью. В 1878 году состоялся его брак с Клементиной Шульц, будущей матерью Уолтера. Сестра Уолтера — известная художница Мэйбл Альварес (англ. Mabel Alvarez; 1891—1985). Детство Уолтера прошло на Гавайях, куда переехала семья и где его отец работал правительственным медиком в местном лепрозории.
У Уолтера и его жены, Харриет Скидмор, в девичестве Смит (англ. Harriet Skidmore Smythe), было четверо детей: Глэдис, Луис (1911—1988, физик, нобелевский лауреат), Роберт и Береника (англ. Bernice Alvarez Brownson, р. 1913, американская писательница, фотограф и поэтесса). Внук Уолтера Клемента Альвареса, сын Луиса, также Уолтер Альварес (р. 1940), известный геолог, профессор Калифорнийского университета.

## Учёба и научная деятельность
Окончив в 1910 году Стенфордский университет, Альварес начал работать практическим врачом. С 1913 и до конца 1925 года имел практику в Сан-Франциско и занимался  медицинским исследованиями в Калифорнийском университете (Беркли). В 1934 году стал профессором медицины в Университете Миннесоты. Длительное время был консультантом Клиники Майо (англ. Mayo Clinic), специализируясь на физиологии и неврогенных расстройствах пищеварительной системы.
Альварес — автор нескольких десятков книг по медицинской тематике. Награждён медалью Фрайденвальда Американской гастроэнтерологической ассоциации (1951).

## Электрогастрография
Альварес заслуженно считается основателем электрогастрографии. Он  первым (в 1921—1922 годах) провёл электрогастрографические исследования и дал имя новому методу («electrogastrogram»). Современная эпигастральная электрогастрография и в настоящее время делается по методике Альвареса: запись гастрографического сигнала выполняют электродами, устанавливаемыми накожно на передней брюшной стенке пациента; измерения производят в диапазоне от примерно одного до нескольких колебаний в минуту и по отклонениям записанного сигнала от частоты 3 колебания в минуту судят о наличии и виде моторных расстройств желудка.

## Именем Альвареса названы
В честь Уолтера Клемента Альвареса названы:
- «Синдром Альвареса» — синдром истеричного или невротического раздувания живота без какой-либо клинической причины и при отсутствии избытка газов в пищеварительном тракте[11].
- «Волны Альвареса» — безболезненные утробные сокращения, происходящие во время всей беременности[11].
- «Мемориальная премия Уолтера К. Альвареса», присуждаемая за лучшие подходы и методы донесения проблем здравоохранения до широкой аудитории[12].
- «Награда Альвареса по электрогастрографии» (англ. Alvarez Award of Electrogastrography), присуждаемая за лучшую работу в области электрогастрографии на конференциях «Международного электрогастрографического общества» (IEGGS)[13].

## «Американский домашний доктор»
C 1950 года Альварес начал писать медицинскую колонку, которая скоро стала распространяться по всей Северной Америке в сотнях ежедневных и еженедельных газет. Благодаря этому и многочисленным выступлениям по радио и телевидению он стал одним из самых известных врачей в США и его стали называть «Американский домашний доктор».

## Внешние ссылки
- Ранняя фотография Уолтера Клемента Альвареса
- Первая электрогастрограмма человека, полученная Альваресом в 1922 году